# Всесвітній індекс щастя

Індекс щастя (HPI) – це міжнародний індекс, що показувати добробут людей в різних країнах світу. У традиційній економіці для порівняння рівня життя в країнах використовують показник валового внутрішнього продукту (ВВП). Індекс щастя покликаний з’ясувати реальний добробут націй.

## Формула
Керуючись постулатом, що більшість людей хочуть прожити довге і повноцінне життя, а держава повинна максимально забезпечити добробут своїх громадян без шкоди для довкілля, автор індексу Нік Маркс пропонує альтернативний індекс соціально-економічного розвитку. Загальна формула HPI має вигляд:
HPI= Очікувана тривалість життя x Добробутх Нерівність результатів / Екологічний слід
Для визначення добробуту громадян використовують дані соціологічних опитувань Інституту Геллапа та наукової асоціації World Values Survey. Соціологічне опитування базується на запитанні: „Який рівень Вашого добробуту за десятибальною шкалою?” і проводиться серед 1 000 респондентів віком від 15 років у кожній із понад 150 країн світу.
Щорічна Всесвітня доповідь про щастя (World Happinness Report, 2018) містить рейтинг країн світу за рівнем щастя їхнього населення. Автори доповіді порівнюють 156 країн за шістьма показниками: рівень доходу, очікувана тривалість життя, соціальна підтримка, свобода, ставлення до корупції та щедрість. У 2018 році найщасливішою країною світу визнано Фінляндію.[джерело?]

## Світовий індекс щастя по статистиці 2020 року
| Місце | Країна             | Скільки % опитаних вважає Себе щасливими | Скільки людей опитано |
| ----- | ------------------ | ---------------------------------------- | --------------------- |
| 1     | Киргизстан         | 85%                                      | 441                   |
| 2     | Казахстан          | 78%                                      | 500                   |
| 3     | Еквадор            | 77%                                      | 700                   |
| 4     | Колумбія           | 77%                                      | 500                   |
| 5     | Азербайджан        | 76%                                      | 500                   |
| 6     | Нігерія            | 70%                                      | 1000                  |
| 7     | Індонезія          | 60%                                      | 1000                  |
| 8     | В'єтнам            | 59%                                      | 600                   |
| 9     | Японія             | 59%                                      | 1151                  |
| 10    | Іспанія            | 56%                                      | 980                   |
| 11    | Швейцарія          | 53%                                      | 1000                  |
| 12    | Індія              | 52%                                      | 1001                  |
| 13    | Перу               | 49%                                      | 1210                  |
| 14    | Косово             | 49%                                      | 1189                  |
| 15    | Фінляндія          | 46%                                      | 1193                  |
| 16    | Хорватія           | 44%                                      | 1000                  |
| 17    | Австрія            | 43%                                      | 1000                  |
| 18    | Корея              | 43%                                      | 1500                  |
| 19    | Сербія             | 43%                                      | 1008                  |
| 20    | Аргентина          | 42%                                      | 1010                  |
| 21    | США                | 42%                                      | 1373                  |
| 22    | Філіппіни          | 40%                                      | 1000                  |
| 23    | Пакістан           | 39%                                      | 1030                  |
| 24    | Польща             | 39%                                      | 1006                  |
| 25    | Німеччина          | 39%                                      | 1000                  |
| 26    | Грузія             | 33%                                      | 1008                  |
| 27    | Малайзія           | 33%                                      | 1003                  |
| 28    | Італія             | 33%                                      | 1018                  |
| 29    | Афганістан         | 31%                                      | 1724                  |
| 30    | Таїланд            | 31%                                      | 600                   |
| 31    | Болгарія           | 30%                                      | 808                   |
| 32    | Мексика            | 27%                                      | 500                   |
| 33    | Велика Британія    | 25%                                      | 1000                  |
| 34    | Туреччина          | 22%                                      | 681                   |
| 35    | Чехія              | 19%                                      | 1000                  |
| 36    | Росія              | 17%                                      | 1500                  |
| 37    | Ірак               | 14%                                      | 1014                  |
| 38    | Україна            | 12%                                      | 1004                  |
| 39    | Вірменія           | 7%                                       | 1002                  |
| 40    | Гонг Конг          | 5%                                       | 509                   |
| 41    | Гана               | 2%                                       | 1000                  |
| 42    | Північна Македонія | 0%                                       | 541                   |

і(Тут потрібно розуміти що у різних народів різні поняття про щастя,тому ця таблиця є лише формальною)

## Переваги
1.Поєднує в собі добробут та екологічні аспекти
2.Проста і легко зрозуміла схема для розрахунку індексу
3.Дані доступні в Інтернеті, хоча деякі прогалини даних залишаються
4.Суміш "м'яких" та "важких" критеріїв; враховує добробут людей та використання ресурсів у країнах

## Критика
1."щастя" або "задоволення життя" є дуже суб'єктивними та особистими
2.Плутанина назви: індекс не є мірою щастя, а скоріше мірою екологічної ефективності підтримки добробуту в даній країні.